# Cantius frugivorus
A Cantius frugivorus az emlősök (Mammalia) osztályának főemlősök (Primates) rendjébe, ezen belül a Notharctidae családjába tartozó fosszilis faj.

## Tudnivalók
A Cantius frugivorus Észak-Amerika területén élt az eocén kor elején. Az állat és rokonai, jóval fejlettebbek voltak, mint az ősibb típusú plesziadapi-alakúak (Plesiadapiformes).

## Megjelenése
A főemlős fogainak a számozása a következő: {\displaystyle {\tfrac {2:1:4:3}{2:1:4:3}}}. A metszőfogai kicsik és függőlegesek, szemfogai azonban eléggé nagyok. Az állkapocscsontjának a külső, elülső része nincsen összeforrva. A Cantius frugivorus testtömege, körülbelül 2,8 kilogramm lehetett.

## Életmódja
A Cantius frugivorus valószínűleg nappal volt tevékeny. Tápláléka a fogakból következtetve gyümölcsökből állhatott. Végtagjai, négylábon járó, fánlakó életmódra utalnak.

### Fordítás
- Ez a szócikk részben vagy egészben  a   Cantius frugivorus című angol Wikipédia-szócikk ezen változatának fordításán alapul.  Az eredeti cikk szerkesztőit annak laptörténete sorolja fel. Ez a jelzés csupán a megfogalmazás eredetét és a szerzői jogokat jelzi, nem szolgál a cikkben szereplő információk forrásmegjelöléseként.